# 盐井卫
盐井卫，明洪武二十六年（1393年）置，治今四川省盐源县东卫城。属四川都司。次年改属四川行都司。辖境相当今盐源、盐边等县地。清雍正六年（1728年）改为盐源县。 